# Resolução 285 do Conselho de Segurança das Nações Unidas
A Resolução 285 do Conselho de Segurança das Nações Unidas aprovada em 29 de julho de 1970, com 14 palavras é a segunda resolução mais curta do Conselho de Segurança adotada (após a Resolução 279); lê-se simplesmente "exige a retirada completa e imediata de todas as forças armadas israelenses do território libanês".
A resolução foi aprovada por 14 votos, enquanto os Estados Unidos se abstiveram.